# Trill Pem
Trill Pem, właśc. Przemysław Michalski (ur. 14 marca 1997) – polski raper, piosenkarz oraz autor tekstów.

## Kariera
W sierpniu 2019 roku wydał swój debiutancki singel „Nicki” z gościnnym udziałem rapera Wac Toja, który zgromadził ponad 40 milionów wyświetleń serwisie YouTube (2023). W 2020 roku premierę miał jego debiutancki album studyjny So! Fresh, który pojawił się pod szyldem wytwórni muzycznej Fresh N Dope. W 2020 roku wydał swój drugi album So Dope!. W 2021 roku wydał swój trzeci album studyjny All Inclusive.

## Dyskografia

### Albumy studyjne
| Rok  | Tytuł                                                           | Certyfikat         | Sprzedaż       |
| ---- | --------------------------------------------------------------- | ------------------ | -------------- |
| 2020 | So! Fresh (EP) - Data: 27 stycznia 2020 - Wydawca: Fresh N Dope | - POL: złota płyta | - POL: 15 000+ |
| 2020 | So Dope! - Data: 14 maja 2020 - Wydawca: Fresh N Dope           | - POL: złota płyta | - POL: 15 000+ |
| 2021 | All Inclusive - Data: 7 maja 2021 - Wydawca: Fresh N Dope       |                    |                |
| 2021 | All Exclusive - Data: 20 sierpnia 2021 - Wydawca: Fresh N Dope  |                    |                |

### Single

#### Jako główny artysta
| Rok  | Tytuł                                                 | Certyfikat                | Album         |
| ---- | ----------------------------------------------------- | ------------------------- | ------------- |
| 2018 | „Harley Davidson” (gośc. Tymek)                       |                           |               |
| 2019 | „Nicki” (gościnnie: Wac Toja)                         | - POL: 4× platynowa płyta | So! Fresh     |
| 2019 | „SenSei”                                              |                           | So! Fresh     |
| 2019 | „Narkotyk”                                            |                           | So! Fresh     |
| 2019 | „Mayday” (gościnnie: Szopen)                          |                           | So! Fresh     |
| 2019 | „Kameleon”                                            |                           | So! Fresh     |
| 2019 | „Pablo”                                               |                           | So! Fresh     |
| 2019 | „Vanilla” (gościnnie: Yann)                           | - POL: platynowa płyta    | So! Fresh     |
| 2020 | „Switch Up” (oraz 2wayz)                              |                           |               |
| 2020 | „So Dope!”                                            |                           | So Dope!      |
| 2020 | „Mumble” (gościnnie: Flexlikekev)                     |                           | So Dope!      |
| 2020 | „Los Angeles” (gościnnie: Young Igi)                  | - POL: złota płyta        | So Dope!      |
| 2020 | „Superman Jimmy” (gościnnie: Bambax)                  |                           | So Dope!      |
| 2020 | „Ona zna” (gościnnie: Wac Toja)                       | - POL: złota płyta        | So Dope!      |
| 2020 | „CupCupCup” (gościnnie: Siles)                        |                           | So Dope!      |
| 2020 | „Ey znowu to mam”                                     | - POL: platynowa płyta    | So Dope!      |
| 2020 | „Zabawa” (gościnnie: Szymi Szyms, Alan)               |                           | All Inclusive |
| 2020 | „Karuzela” (oraz Wac Toja, Harm Franklin)             |                           |               |
| 2020 | „Teraz już wiem” (gościnnie: Kizo)                    |                           | All Inclusive |
| 2020 | „Lifestyle” (gościnnie: Wac Toja)                     |                           | All Inclusive |
| 2020 | „Kiedy złamiesz serce mi”                             | - POL: platynowa płyta    | So Dope!      |
| 2021 | „Nagini”                                              |                           | All Inclusive |
| 2021 | „Designer Flow” (gościnnie: Young Multi)              |                           | All Inclusive |
| 2021 | „420 Freestyle”                                       |                           | All Inclusive |
| 2021 | „Bombay Sapphire” (gościnnie: Biechu)                 |                           | All Inclusive |
| 2021 | „Flashback”                                           |                           | All Inclusive |
| 2021 | „Limbo” (gościnnie: Tede, Hubi)                       |                           | All Exclusive |
| 2021 | „Ice” (gościnnie: Xthauun)                            |                           | All Exclusive |
| 2021 | „Killa” (gościnnie: Wac Toja)                         | - POL: złota płyta        | All Exclusive |
| 2022 | „Styl” (gościnnie: Amai Hill, Mike Sendhi, Krzysztos) |                           |               |
| 2022 | „41922”                                               | - POL: złota płyta        |               |
| 2022 | „Blok” (gościnnie: Young Jacob, Hut)                  | - POL: złota płyta        |               |
| 2022 | „Daleko od domu” (gościnnie: liLKacpi)                |                           |               |
| 2022 | „Profeska” (gościnnie: Swizy)                         |                           |               |
| 2022 | „XXL” (gościnnie: Bully, Jezzy C.)                    |                           |               |
| 2022 | „Trap”                                                |                           |               |
| 2022 | „Vamp!” (gościnnie: Worek)                            |                           |               |
| 2023 | „Berzrek” (gościnnie: UnoTheActivist)                 |                           |               |

#### Jako artysta gościnny
| Rok  | Tytuł                                                      | Certyfikat                | Album             |
| ---- | ---------------------------------------------------------- | ------------------------- | ----------------- |
| 2019 | „Ciągle w trasie” (Tymek, gośc. Trill Pem)                 |                           | Fit               |
| 2019 | „Rainman” (Tymek, gośc. Trill Pem, Tede)                   | - POL: 3× platynowa płyta | Fit               |
| 2020 | „Fresh N Dope Familly Van” (Fresh N Dope, gośc. Trill Pem) |                           |                   |
| 2020 | „Całe osiedle” (zibex, gośc. Trill Pem)                    |                           | XX                |
| 2020 | „Bye Bye Bye” (Siles, gośc. Trill Pem)                     |                           |                   |
| 2020 | „Fitness” (Kizo, gośc. Trill Pem)                          | - POL: 3× platynowa płyta | Posejdon          |
| 2021 | „Iglo” (Wiatr, gośc. Trill Pem)                            |                           | Koktajl Mixtape   |
| 2021 | „Mikrofon na wodzie” (Stamir, gośc. Trill Pem, Wac Toja)   |                           |                   |
| 2021 | „Groupies” (Biechu, gośc. Trill Pem)                       |                           |                   |
| 2021 | „Dobry shit” (Wac Toja, gośc. Trill Pem)                   |                           | Cały lokal skacze |
| 2021 | „Przekręt” (Young Multi, gośc. Trill Pem)                  |                           | Toxic             |
| 2022 | „Monopoly” (Young Jacob, gośc. Trill Pem)                  |                           |                   |
| 2022 | „Posmakuj” (Alyona Alyona, gośc. Trill Pem)                |                           |                   |
| 2023 | „CEO” (Meggie, gośc. Trill Pem)                            |                           |                   |